# Marco van Basten
Marcel "Marco" van Basten (Utreque, 31 de outubro de 1964) é um ex-futebolista neerlandês que atuava como centroavante. Amplamente considerado um dos maiores atacantes de todos os tempos, marcou 300 gols em uma carreira de alto nível, mas jogou sua última partida em 1993, aos 28 anos, devido a uma lesão que forçou sua aposentadoria dois anos depois. Anos mais tarde, trabalharia como treinador no Ajax e na Seleção Neerlandesa.
Em 1998, ficou em sexto lugar na votação da internet para Melhor Jogador do Século da FIFA e décimo na eleição do Melhor Jogador Europeu do Século realizada pela IFFHS. Também ficou em oitavo lugar em uma votação organizada pela revista francesa France Football, consultando vencedores da Bola de Ouro para eleger o Jogador de Futebol do Século.[carece de fontes?] Em 2004, foi nomeado por Pelé na lista FIFA 100. Ainda em 2004, uma votação para os 100 maiores holandeses foi realizada na Holanda: Van Basten ficou em 25º lugar, o segundo mais alto para um jogador de futebol, atrás de Johan Cruyff. Em 2007, a Sky Sports classificou Van Basten em primeiro lugar em sua lista de grandes atletas que tiveram suas carreiras interrompidas.

## Carreira como jogador

### Ajax
Seu pai havia sido jogador e estimulava os filhos a seguirem a mesma carreira. Apegado ao esporte, o jovem Van Basten, para se aperfeiçoar, costumava descrever em desenhos as jogadas de seus principais ídolos, de Johan Cruyff a Didier Six. Foi no clube de Cruyff, o Ajax, que ele debutou, em 1982.
Sua estreia não poderia ser mais simbólica: entrou em campo substituindo o próprio Cruyff e marcando gol. Não seria apenas naquela partida que o garoto iria substituir o maior craque do país, mas também no coração dos torcedores do Ajax e da Seleção Neerlandesa, pela qual estrearia já no ano seguinte.
Dono de uma grande noção de posicionamento, postura imponente e elegante, velocidade e espírito coletivo, além de um enorme faro de gol, Van Basten conquistou logo em sua primeira temporada profissional o Campeonato Neerlandês. Desde aquele tempo outros dois fatos já apareciam: sua amizade com o colega Frank Rijkaard e sua fragilidade, exposta em suas pernas longas e de poucos músculos, o que foi logo notado pelos zagueiros adversários. Com eles irritava-se com facilidade, começando a "retribuir" as pancadas que sofria. Acabou se dando mal: sua primeira lesão séria no tornozelo ocorreu quando tentou fazer uma falta em jogo da Eredivisie. Não conseguindo se dar bem ao tentar utilizar contra os outros a mesma violência que sofreu, resolveu responder os adversários com humilhações em campo.
Com o Ajax, foi novamente campeão nacional, e também da Copa dos Países Baixos, em sua segunda temporada, a última de Cruyff como jogador do clube. Um terceiro título na Eredivisie viria em 1985, e o ano seguinte seria marcado por dois triunfos: nova conquista na Copa dos Países Baixos e o retorno de Cruyff, como técnico. Na temporada 1986–87, quatorze anos após seu último título na Copa dos Campeões da UEFA, o Ajax aproximou-se novamente de um título continental, ao chegar à final da Recopa Europeia, então o segundo torneio interclubes de maior prestígio no continente. Antes da partida, contra os alemães-orientais do Lokomotive Leipzig, ouviu dizeres nada sutis do treinador Cruyff: "se você não vencer, eu destruo você". Levando ou não a sério as palavras do técnico, Van Basten marcou cedo, aos 21 minutos do primeiro tempo, o único gol da partida, garantindo o título.
A conquista foi seu ápice no Ajax, pelo qual vinha sendo artilheiro do campeonato neerlandês desde 1984. Com isso, chamou a atenção do Milan, tradicional equipe italiana que vinha se reerguendo após momentos ruins no início da década, o que incluíra duas passagens na segunda divisão.

### Milan
O clube também contrataria um compatriota, Ruud Gullit. Os dois não demorariam a se consagrar nos rossoneri: na primeira temporada de ambos, trariam o Scudetto de volta ao time, encerrando um jejum de nove anos, com Van Basten marcando no jogo que praticamente definiu o campeonato: uma vitória fora de casa contra o concorrente direto, o Napoli de Diego Maradona. A dupla viraria um trio com a chegada de novo reforço vindo dos Países Baixos, seu ex-colega de Ajax Frank Rijkaard. O final da temporada seria coroado com inédito título dos Países Baixos na Eurocopa e com o craque recebendo sua primeira Bola de Ouro como melhor jogador do continente.

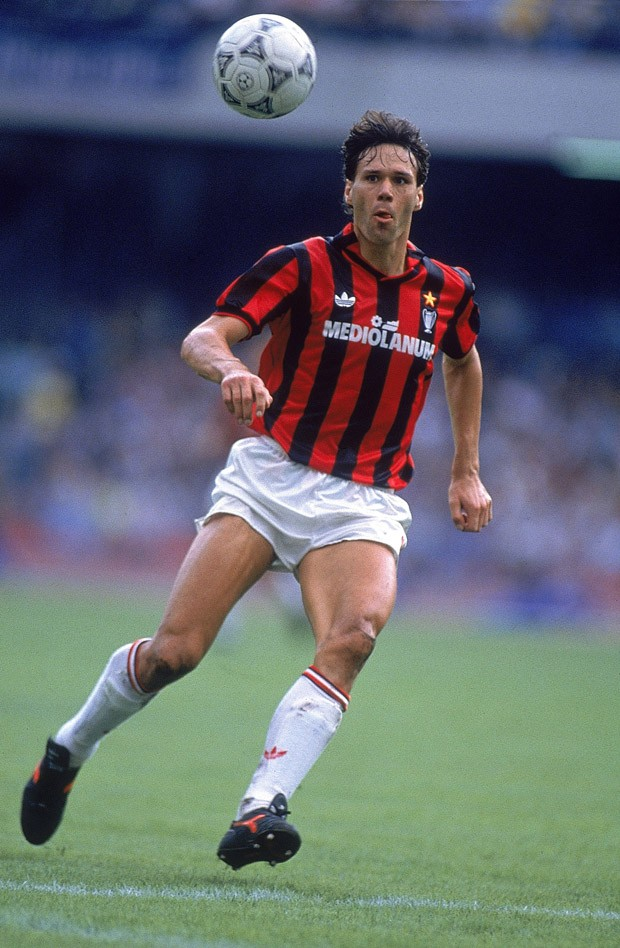
Van Basten atuando pelo Milan em 1989

Embora já sofresse com seus tornozelos no Milan, foi no clube italiano que se consagraria mundialmente. Em sua segunda temporada, ajudaria a equipe a quebrar outro jejum, que completava vinte anos: o de título na Copa dos Campeões da UEFA. Até então, o Milan dividia com a rival Internazionale o posto de time italiano que mais venceu a competição (duas conquistas). Pois Van Basten e Gullit deixariam o Milan como líder isolado nessa escala: ambos marcariam cada um duas vezes na final, em goleada de 4 a 0 sobre o Steaua Bucareste, base dos bons elencos que a Seleção Romena teria nos anos 90. O feito lhe rendeu sua segunda Bola de Ouro seguida.
Na temporada seguinte, a de 1989–90, o trio neerlandês se consagraria ainda mais com o bicampeonato na Copa dos campeões europeu conseguiu ser duas vezes seguidas campeão do mais importante torneio interclubes da Europa. Para completar, Van Basten finalmente conseguiria a artilharia na Serie A, embora o título tenha ficado com o Napoli de Maradona.
O pequeno jejum no campeonato italiano terminaria em 1992, com ele novamente sendo o artilheiro da liga. Com isso, recebeu sua terceira Bola de Ouro, igualando Johan Cruyff e Michel Platini. Apesar disso, o fim de sua carreira estava próximo. Sua última temporada foi a posterior, a de 1992–93. O Milan foi novamente campeão italiano e tinha a chance de conquistar novamente a Copa dos Campeões, mas o título foi perdido para o Olympique de Marseille. Seria seu último jogo: seus tornozelos estavam acabados, vítimas de tantos anos de pancadas e de cirurgias infelizes. A despeito de um torcedor ter lhe oferecido a própria cartilagem do tornozelo, isso não seria suficiente para retomar a carreira. A melhor solução, o implante de uma prótese, já o impediria de caminhar normalmente. No desespero, Van Basten tentou, sem solução, até utilizar curandeiros.
A gravidade de suas lesões eram tamanhas que nem mesmo um jogo comemorativo pôde ser feito, uma vez que mal podia correr. Em 1995, sem jogar havia dois anos, desistiu da luta e resolveu se assumir como um ex-jogador. Com apenas 30 anos, esforçando-se para não chorar, deu, vestido à paisana, uma volta olímpica no estádio San Siro, para se despedir dos torcedores do Milan. Comoveu até o durão então técnico do clube, Fabio Capello, que não conseguiu segurar as lágrimas. Mesma comoção teve o presidente Adriano Galliani, que declararia ter perdido o seu Leonardo da Vinci. Seu sucessor como artilheiro ali, o liberiano George Weah, faria questão de dizer que "Todo mundo, inclusive eu, quer ser como Van Basten".

## Seleção Nacional
Debutou pelos Países Baixos credenciado pelo título neerlandês em sua primeira temporada no Ajax. A Oranje, órfã da brilhante geração bivice-campeã mundial na década anterior, ainda demoraria a recuperar-se, não se classificando para as Copas do Mundo FIFA de 1982 e 1986 e para a Eurocopa 1984. A virada ocorreria na Eurocopa 1988.
Apesar do título italiano logo em sua primeira temporada no Milan, Van Basten ainda não havia se consagrado totalmente, uma vez que esteve lesionado a maior parte da temporada, o que quase lhe custou sua presença na Euro. Entrou na segunda partida, contra a Inglaterra, e marcou três gols, humilhando o defensor adversário Tony Adams, ícone do Arsenal. O zagueiro posteriormente agradeceria Van Basten, dizendo que as pesadas críticas que sofreu após a partida o estimulou a se aperfeiçoar. Declaração semelhante viria do alemão Jürgen Kohler após a semifinal, em que os Países Baixos conseguiram vingar-se da mesma Alemanha Ocidental que lhe tirara o título na Copa do Mundo FIFA de 1974. Novamente anfitriã do torneio, foi a vez dos germânicos perderem de virada por 2 a 1; Van Basten marcou o gol da vitória a dois minutos do fim da partida.

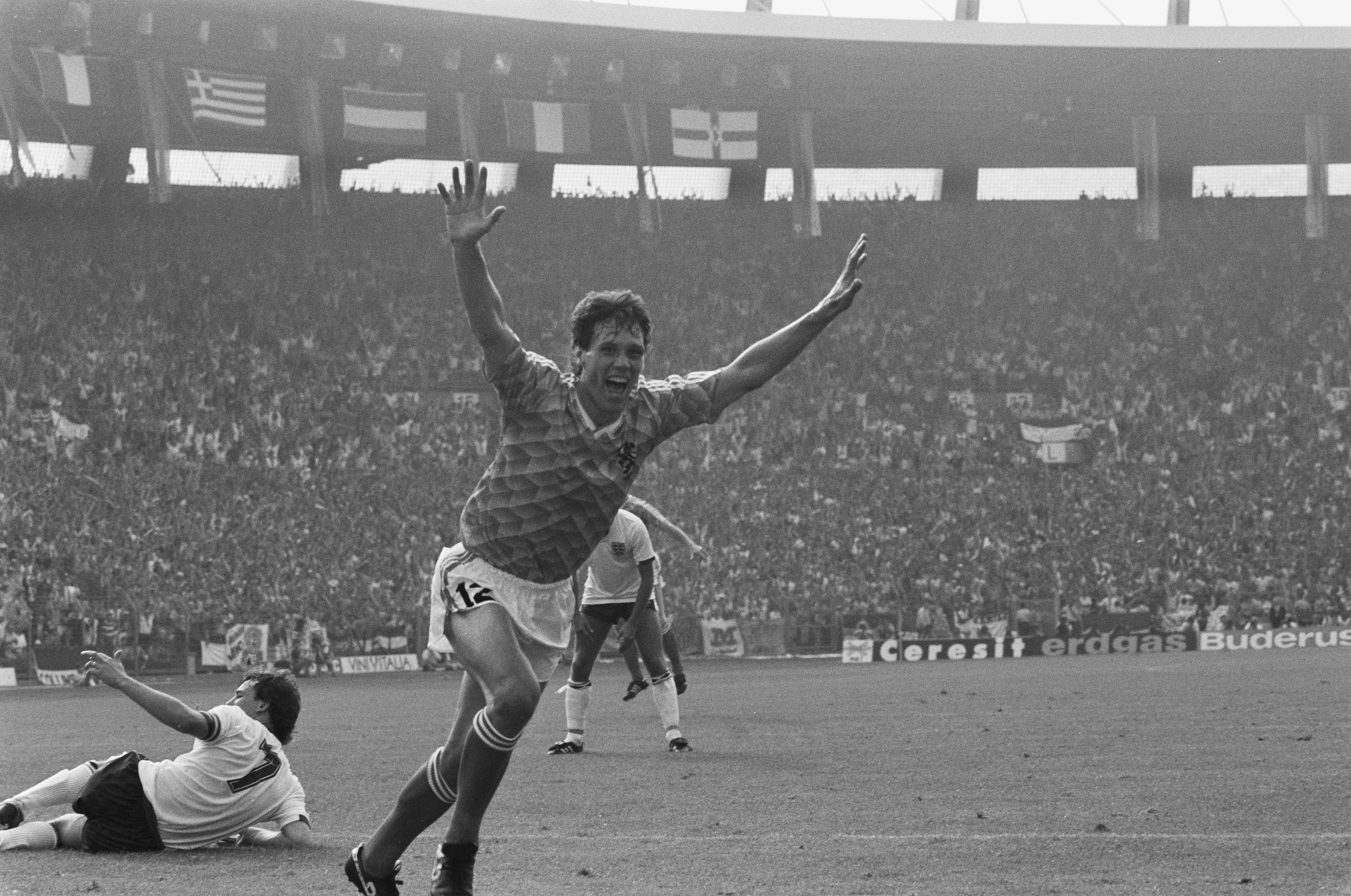
Van Basten celebrando seu hat-trick contra a Inglaterra na Euro 88

A final seria decidida contra a forte União Soviética, adversário que vencera os neerlandeses no jogo inaugural, do qual o jogador não participara. Dessa vez, também seria diferente. A partida já estava sendo vencida por 1 a 0 quando Van Basten destroçou os soviéticos no início do segundo tempo com um dos gols mais bonitos do torneio: ao receber lançamento de Arnold Mühren, o atacante emendou de primeira em um voleio que encobriu o lendário goleiro adversário Rinat Dasayev. Sobre seu gol mais famoso, declararia: "Se tentar outras dez vezes, nunca vou conseguir de novo. Esse é um momento que é dado a você". A vitória de 2 a 0 finalmente levou os Países Baixos ao seu primeiro (e, até hoje, único) título no futebol, quebrando uma sina que o selecionado tinha de montar boas equipes e não conseguir títulos.
O título continental, as duas Bolas de Ouro e o bicampeonato na Copa dos Campeões colocaram Van Basten e os Países Baixos como um dos favoritos para a Copa do Mundo FIFA de 1990, primeiro mundial em doze anos disputado pela Laranja. O craque e seus colegas, entretanto, decepcionaram. Ele, que vinha à competição também como artilheiro do campeonato italiano, não marcou. A Seleção Neerlandesa terminou a Copa sem vencer, eliminada nas oitavas de final com uma derrota por 2 a 1 para a Alemanha Ocidental, para a qual voltava a cair em Copas.
Teve a chance de recuperar-se com a Seleção na Eurocopa de 1992. Apesar de chegar ao torneio novamente artilheiro (e campeão) italiano, Van Basten não desencantou. O posto de novo artilheiro da Seleção agora mostrava-se ocupado por um jovem Dennis Bergkamp, a quem aconselhava no Ajax. Desperdiçou sua melhor chance de estufar as redes da pior forma: foi nas semifinais, contra a zebra Dinamarca, na disputa por pênaltis. Van Basten acabou sendo o único a errar e os nórdicos conseguiriam a vaga na final, que seria vencida por eles. Ainda assim, Marco terminaria o ano com sua terceira Bola de Ouro e receberia também o prêmio de Melhor Jogador do Mundo pela FIFA.

## Carreira como treinador

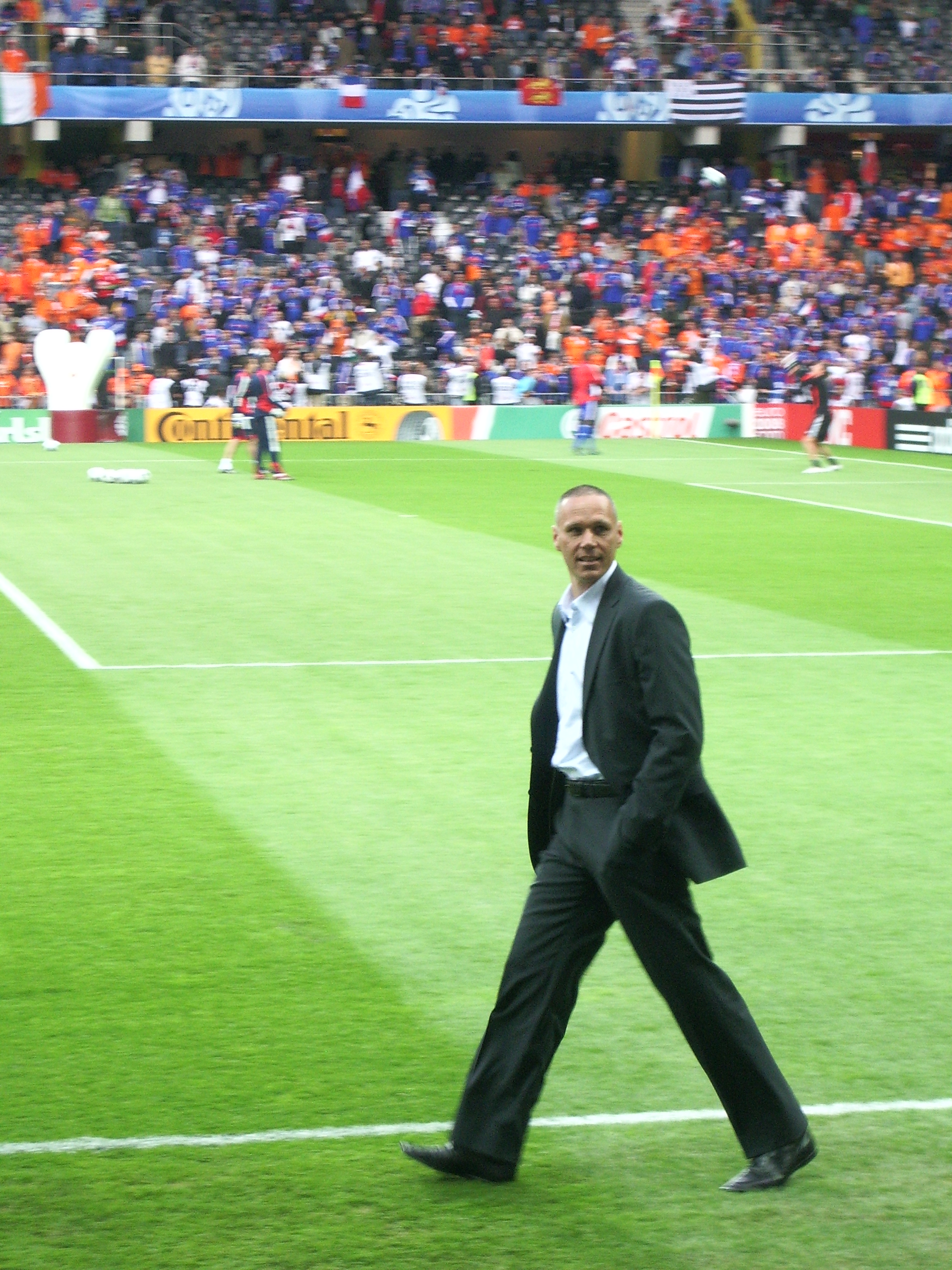
Van Basten numa partida contra a França, válida pela Euro 2008

Quando aposentou-se oficialmente, em 1995, rejeitava a ideia de treinar equipes, posição alterada com o tempo, quando começou a treinar os juvenis do Ajax. Teria sua primeira experiência real justamente na Seleção Neerlandesa, após a demissão de Dick Advocaat em virtude do fracasso na Euro 2004. Van Basten foi aprovado para o cargo devido à influência de Johan Cruyff, que se considerava seu mentor. Marco chegou à Seleção como salvador, aquele que seria responsável por devolvê-la o futebol bonito.
Entretanto, mostrou-se firme demais em suas posições, desentendendo-se com Mark van Bommel, Clarence Seedorf e até com quem o tinha como o maior ídolo, casos de Ruud van Nistelrooy e Patrick Kluivert, este não chamado pelo treinador para a Copa do Mundo FIFA de 2006. Após sobreviver ao "grupo da morte" no Mundial, a equipe foi eliminada nas oitavas de final para a bem montada Seleção Portuguesa, com Van Basten mostrando-se apático em relação à partida. O contraste da postura vibrante do técnico adversário, Luiz Felipe Scolari, com o desdém do holandês pelo jogo, somado à teimosia do treinador em manter Van Nistelrooy no banco, acabaria lhe trazendo várias críticas.
Um sopro de esperança veio com a Eurocopa 2008. Van Basten acumulava ainda a função de técnico da equipe principal do Ajax, para onde fora também com a bênção de Cruyff: "Marco é como eu. A vitória não basta para nós, precisa haver um futebol bonito. Eu acho isso maravilhoso". Entretanto, a boa relação de ambos terminou quando Van Basten não concordou com as drásticas medidas que Cruyff tinha em mente para reestruturar as bases do clube; este queria a demissão imediata de todos aqueles que julgava responsáveis pela perda de prestígio das categorias inferiores do clube. Após o desentendimento entre ambos, Cruyff deixaria a direção do clube, que assumira havia apenas 17 dias.
Na Euro, a Laranja jogou um futebol envolvente na primeira fase, terminada com 100% de aproveitamento sobre as finalistas da Copa do Mundo anterior, Itália e França, além da tradicional Romênia. O encanto acabou logo na partida seguinte, com o país sendo envolvido pela Rússia e eliminado após perder por 3 a 1. A queda surpreendente custaria-lhe o cargo na Seleção.
Em maio do ano seguinte deixaria também o Ajax, após não conseguir a classificação para a Liga dos Campeões da UEFA.
Em fevereiro de 2012, Van Basten assinou por duas temporadas com Heerenveen, mas só assumiu o comando técnico na temporada seguinte. Já em abril de 2014, assinou com o AZ Alkmaar, onde mais uma vez assumiu a equipe na próxima temporada.

## Estatísticas
| Equipe            | Temporada         | Campeonato nacional | Campeonato nacional | Copa nacional | Copa nacional | Competições continentais[a] | Competições continentais[a] | Outros torneios[b] | Outros torneios[b] | Total | Total |
| Equipe            | Temporada         | Jogos               | Gols                | Jogos         | Gols          | Jogos                       | Gols                        | Jogos              | Gols               | Jogos | Gols  |
| ----------------- | ----------------- | ------------------- | ------------------- | ------------- | ------------- | --------------------------- | --------------------------- | ------------------ | ------------------ | ----- | ----- |
| Ajax              | 1981–82           | 1                   | 1                   | 1             | 0             | –                           | –                           | –                  | –                  | 2     | 1     |
| Ajax              | 1982–83           | 20                  | 9                   | 5             | 4             | –                           | –                           | –                  | –                  | 25    | 13    |
| Ajax              | 1983–84           | 26                  | 28                  | 4             | 1             | 2                           | 0                           | –                  | –                  | 32    | 29    |
| Ajax              | 1984–85           | 33                  | 22                  | 4             | 2             | 4                           | 5                           | –                  | –                  | 41    | 29    |
| Ajax              | 1985–86           | 26                  | 37                  | 3             | 2             | 2                           | 0                           | –                  | –                  | 31    | 39    |
| Ajax              | 1986–87           | 27                  | 31                  | 7             | 6             | 9                           | 6                           | –                  | –                  | 43    | 43    |
| Ajax              | Total             | 133                 | 128                 | 24            | 15            | 17                          | 11                          | –                  | –                  | 174   | 154   |
| Milan             | 1987–88           | 11                  | 3                   | 5             | 5             | 3                           | 0                           | –                  | –                  | 19    | 8     |
| Milan             | 1988–89           | 33                  | 19                  | 4             | 3             | 9                           | 10                          | 1                  | 1                  | 47    | 33    |
| Milan             | 1989–90           | 26                  | 19                  | 4             | 1             | 9                           | 4                           | 3                  | 1                  | 42    | 25    |
| Milan             | 1990–91           | 31                  | 11                  | 1             | 0             | 2                           | 0                           | 1                  | 0                  | 35    | 11    |
| Milan             | 1991–92           | 31                  | 25                  | 7             | 4             | –                           | –                           | –                  | –                  | 38    | 29    |
| Milan             | 1992–93           | 15                  | 13                  | 1             | 0             | 7                           | 8                           | 1                  | 1                  | 24    | 22    |
| Milan             | Total             | 147                 | 90                  | 22            | 13            | 30                          | 22                          | 6                  | 3                  | 205   | 128   |
| Total na carreira | Total na carreira | 280                 | 218                 | 46            | 28            | 47                          | 33                          | 4                  | 2                  | 379   | 282   |

- a. ^ Jogos da Liga dos Campeões da UEFA, Copa da UEFA, Taça dos Clubes Vencedores de Taças e Supercopa da UEFA
- b. ^ Jogos da Supercopa da Itália e Copa Intercontinental

## Títulos
Ajax
- Eredivisie: 1981–82, 1982–83 e 1984–85
- Copa dos Países Baixos: 1982–83, 1985–86 e 1986–87
- Taça dos Clubes Vencedores de Taças: 1986–87

Milan
- Serie A: 1987–88, 1991–92 e 1992–93
- Supercopa da Itália: 1988 e 1992
- Liga dos Campeões da UEFA: 1988–89 e 1989–90
- Supercopa da UEFA: 1989
- Copa Intercontinental: 1989 e 1990
- Trofeo Luigi Berlusconi: 1992, 1993 e 1994

Países Baixos
- Eurocopa: 1988

### Prêmios individuais
- Chuteira de Prata da UEFA: 1983–84 (28 gols)
- Jogador Neerlandês do Ano: 1985
- Chuteira de Ouro da UEFA: 1985–86 (37 gols)
- Troféu Bravo: 1987
- Ballon d'Or: 1988, 1989 e 1992
- Melhor jogador do mundo pela World Soccer: 1988 e 1992
- Equipe do torneio da Eurocopa: 1988[20] e 1992[21]
- Jogador do Ano da UEFA: 1989, 1990 e 1992
- Jogador do ano pela IFFHS: 1988, 1989 e 1990
- Onze d'Or: 1988 e 1989
- Melhor Jogador do Mundo pela FIFA: 1992
- FIFA 100: 2004
- Equipe de todos os tempos da Eurocopa[22]
- Bola de Ouro Dream Team: Melhor Centroavante da História -  terceiro esquadrão

### Artilharias
- Eredivisie: 1983–84 (28 gols), 1984–85 (22 gols), 1985–86 (37 gols) e 1986–87 (31 gols)
- Eurocopa: 1988 (5 gols)
- Liga dos Campeões da UEFA: 1988–89 (10 gols)
- Serie A: 1989–90 (19 gols) e 1991–92 (25 gols)